# 杉山裕太郎
杉山 裕太郎（すぎやま ゆうたろう、1974年6月26日-）は、岐阜県大垣市出身の歌手。

## 来歴
中学校時代から非行に走り、少年期は暴走族のリーダーや薬物使用などを繰り返していた。成人後、親の愛情に目覚めて更生を決意し、26歳で朝日大学法学部に入学。首席で卒業するとともに教員免許を取得する。この時期に音楽活動を開始し、卒業を機に活動を本格化させ上京。上京後は、過去の経験を生かして、いじめ、自殺、虐待、非行、薬物乱用などの悲劇の抑止力となるため、全国各地での『魂のうた講演ライブ』を通じて、ネット社会に警鐘を鳴らし、“愛”と“絆”の大切さを強く訴えている。このほか、ＣＤや著書の出版、役者、ＴＶ、ラジオなどでも活動する。

## ディスコグラフィ

### シングル
- 『BIRTH』（2007年6月26日）
- 『今を生きる』（2012年11月8日）
- 『ありのままを受け止めて』（2014年7月7日）
- 『自分のミカタ』（2016年6月26日）

### アルバム
- 『SOUL VOICE』（2009年2月28日）

### 著書
- 『よみがえれ、魂の歌声～覚せい剤地獄から生還したヴォーカリストの記録』主婦と生活社（2010年7月30日）

## 出演

### 映画
- 『築城せよ!』（2009年6月）
- 『さよなら夏休み』（2010年夏公開）

### TV
- TBS『ひるおび』
- ぎふちゃん『フォーカスぎふ』
- NHKニュース『おはよう日本』
- NHK『さらさらサラダ』
- テレビ朝日『ワイド!スクランブル』
- 日本テレビ『スッキリ』

### Vシネマ
- 『木槿の花～もう一つの柳川組 完結編』

### ラジオ
- NACK5 『こと魂 SONGS』パーソナリティ（2017年4月～）  ほか『GOGOMONZ』・『HITS! THE TOWN』・『夕焼けSHUTTLE』・『PUNCH de ドーヨゥ?〜遊びの王様〜』内コーナー「清水勇人 ザ・フロンティアーズ」・『大野勢太郎 HYPER RADIO』など出演多数
- AM岐阜ラジオ『土曜ラジオかわら版』にてレギュラー出演（2009年）
- 岐阜FMわっち『杉山裕太郎　魂のバラード』（2008年4月～2009年3月）他
- bayfm『K・WEST ENTAME GENERATION』
- ZIP-FM『ZIP REAL-EYES』